# Heimaey stavkirke
Heimaey stavkirke er en stavkirke som ligger på øen Heimaey i øgruppen Vestmannaeyjar syd for  Island.
Kirken stod færdig 30. juli 2000 og var en gave fra Norge til Island i forbindelse med tusindårsjubilæet for den første kirke som blev bygget på Island af Olav Tryggvason i år 1000.
Den ældste, kendte kirke på Island var en stolpekirke og ikke en stavkirke. Den blev bygget mod nord i havnen af Hjalte og Gissur, to af Olav Tryggvasons mænd. Den kirke findes ikke længere, som det er tilfældet for mange andre kirker fra samme periode. Nogle af dem skal have været større end de kirker som findes i Norge i dag.[kilde mangler]

Haltdalen stavkirke (eller Holtålen stavkirke fra 1170) blev brugt som model for kirken; modellen står nu på Trøndelag Folkemuseum i området Sverresborg i Trondheim. 
Heimaey stavkirke blev bygget i Lom i Norge, fragtet med båd til Island og bygget op igen dér. Den har en rekonstruktion af et maleri fra middelalderen, og originalen hænger i dag i Nidarosdomen, men siges at have været i netop den kirke som stavkirken er bygget efter.[kilde mangler]

## Galleri
| - Heimaey stavkirke (replika af Haltdalen stavkirke) - Kirkens skib med indgang til koret. - Skibets loft - Replika af alterbordsforside fra 1300-tallet "Olavsfrontalet" |